# تاكيو ايماي
تاكيو ايماي (باليابانية: 今井武夫؛ بالكانا: いまい たけお) هو عسكري ياباني، ولد في 1900 في ناغانو في اليابان، وتوفي في 12 يونيو 1982.